# 郷約
郷約（きょうやく）とは、古代中国および朝鮮半島の王朝時代における民間の行事原則であり、古代の民間基層社会における自治組織である。朝鮮においては地方の郷庁が提唱した道徳的基準でもある。また、別の意味としては、郷里において公共の事務を管理する人物を指す。

## 中国
『周礼』には「読法之典」が記されている。熙寧九年（1076年）、藍田の呂大忠・呂大防・呂大鈞・呂大臨の四兄弟が『藍田呂氏郷約』を定めた。朱熹も『増損呂氏郷約』を著したが、実施には至らなかった。郷約は多くが族譜の形式で残されており、たとえば湖北省来鳳県の『来鳳卯峒向氏族譜』や、四川省酉陽県後渓郷の白氏による『南陽族譜』がある。
朱元璋は郷飲酒礼を復活させ、申明亭・旌善亭を広く設置し、耆老を廃して郷老と改め、「聖諭六言」を頒布した。これを郷約聖諭として頼みとし、朝夕に宣揚すれば、民兵は呼ばずとも集まり、城の守りも戒めずして厳となった。
正徳13年10月、王陽明は『南贛郷約』全十六款を著し、その前には「十家牌法」を先行して実施、『十家牌法告諭父老子弟』を頒布していた。『南贛郷約』は極めて有効であったため、嘉靖年間には朝廷がこれを推奨し、「嘉靖年間、部より天下に檄して郷約を行わせ、その大半は王文成公（王陽明）の教えを増損したものであった」と伝えられる。羅一峯もまた郷約を設けて風俗を整えたことがあった。呂坤は『郷甲約』を定めている。
清代における郷治は『呂氏郷約』の精神を発展させたものである。これは礼部が管轄する官製制度であり、王守仁の『南贛郷約』のような民間発の制度とは異なる。歴史家の楊開道は「もし満清が関所を越えて入関しなければ、時を経て郷治制度は基盤を確立し、中国の民治の根幹となっていた可能性がある」とも評している。なお、清代の郷約は「各直省・州県に保長・郷約等の名目が設けられたのは、元来、保甲を稽査し、差役を担わせるためであった」とあり、その目的はすでに宋・明の「徳業相勧、過失相規、礼俗相交、患難相恤」といった郷約の精神からかけ離れたものとなっていた。

## 香港
「約」は明清時代から伝わる郷級の地方自治組織である。イギリスによる新界接収後も「約」の制度はそのまま採用され、新界の地方区分単位として用いた。ただし、この「約」は中国伝統の郷紳社会秩序における「郷約」とは大きく異なり、新界における「約」はむしろ植民地政府の地方行政単位としての性格が強かった。さらに、香港島における「約」は単なる地域の通称に過ぎなかった。

### 香港島
「四環九約」とは、イギリス植民地時代初期に華人が用いた香港島北岸のヴィクトリア市の行政区画の俗称である。
四環は大まかに西環、上環、中環、下環の四つの地域を指す。九約が指す地域は、実際には固定された概念ではなく、度重なる改訂を経て複数のバリエーションが存在する。「九約」という名称もあくまで虚数に過ぎず、一時は十一の約が存在したこともあった。

### 新界
展拓香港界址専条締結と新界六日戦争を経て、正式に新界を接収した香港政庁は、新界統治を円滑に行うため、新界を複数の「約」に分けて統治した。初期には以下の8つの「約」が存在した：
1. 九龍約：新九龍、荃湾、沙田、将軍澳など
2. 沙頭角約：禾坑、蓮麻坑、鹿頸、谷埔など
3. 元朗約：八郷、錦田、十八郷、屏山、青山、大欖涌、龍鼓灘など
4. 雙魚約：林村、新田、龍躍頭、船灣、翕和、蔡坑、上水、粉嶺、侯約など
5. 六約：打鼓嶺地域に相当
6. 東海約：西貢、高塘、赤徑などを含む。
7. 東島洞約：吉澳、東平洲、塔門、白潭洲、白蠟洲など
8. 西島洞約：龍鼓洲、赤鱲角、馬湾、青衣、大嶼山、坪洲、長洲など

1906年、従来の新界八約は統合され、大帽山および九龍群山以北の地域を管轄する北約と、新九龍・荃灣および離島を含む南約の二つに再編され、それぞれ一名の理民官によって管理される体制となった。1947年には北約が分割され、大埔、沙田、上粉沙打（現在の北区）および西貢を管轄大埔区と元朗および青山（現在の屯門）を管轄する元朗区が設置された。1956年には荃湾区が南約から分離され、1963年には西貢区が南約に編入された。そして1969年、南約が廃止され、西貢区および離島区が新たに設置された。
各区には荃湾西約や沙田九約などさらに細かい区分や俗称が存在しており、荃湾西約（英語: Tsuen Wan West）という名称は、現在に至るまで広く使用され続けている。

## 朝鮮
朝鮮における郷約は、おおむね朱子学と同時期に伝来したものである。洪武31年、朝鮮の太祖李成桂は自身の故郷である豊沛郷において「郷憲」四十一条を制定し、孝寧大君に加筆補訂させた上で頒布した。これが韓国における最初の郷約とされている。
中宗の治世には、大司憲の趙光祖や大司成の金隄がこれを奨励したことにより、郷約は村落社会における非公式の行動規範として機能し、同時に朝鮮王朝の地方行政の基礎ともなった。
地方の両班の多くは書院において百姓に郷約を説き、教化の助けとした。